# 冠狀動脈疾病
冠状动脉疾病（coronary artery disease，CAD）简称冠脉病，是冠状动脉结构和（或）功能异常，引起冠脉狭窄、痉挛、闭塞、动脉瘤、夹层的疾病。冠脉病最常见由粥样硬化引起，其他尚有因痉挛、栓塞、炎症，及先天畸形等所致。由于冠脉病使心肌的血流灌注降低，轻可导致胸痛（心绞痛），重则引起心脏病发作（心肌梗死）。
冠状动脉心脏病（coronary heart disease，CHD）简称冠心病，是造成心肌缺血和（或）梗死的一组临床综合征，属于最常見的心血管疾病。
临床上，冠脉病与冠心病两者范围常重叠且混用，但前者不一定具有心肌缺血或梗死，且可为后者的早期病变。简言之，冠脉病含盖范围较广，冠心病属于一种冠脉病。冠脉病或冠心病有许多异名或近义词，如：心肌缺血（myocardial ischemia）、缺血性心臟病（ischemic heart disease，IHD）、冠狀動脈粥樣硬化心臟病（coronary atherosclerotic heart disease，CAHD）、冠狀動脈粥樣硬化心血管疾病等等。
冠脉病型態包含穩定型心絞痛、非穩定型心絞痛、心肌梗塞和猝死。

## 症状
常見的症狀包括胸痛或不適，有時會轉移到肩膀、手臂、背部、頸部或下顎。有些人可能會有胸口灼熱的感覺。通常症狀在運動或情緒壓力下出現，持續時間不超過數分鐘且休息會緩解。有時會伴隨呼吸困難，有時則是毫無症狀。少數人以心肌梗塞為最初的表現。其他可能的併發症包含心臟衰竭或心律不整。

## 成因與診斷
危險因子包括：高血壓、抽菸、糖尿病、缺乏運動、肥胖、血液中膽固醇含量過高、營養不良和酗酒等。其他的危險因子也包括憂鬱症。潛在的病理機制與冠狀動脈血管的粥狀硬化有關。心電圖、心臟壓力測試與冠狀動脈血管攝影（一種血管攝影）是常見有助於診斷的工具。

## 預防與治療
預防方式包括：健康飲食、規律運動、體重控制以及戒菸。視情況合併使用藥物控制高血糖、高膽固醇或高血壓。只有很有限的證據支持對低風險且沒有症狀的民眾實施篩檢。
由于冠狀動脈是主動脈的分支，負責供應足夠氧和營養素予心肌，当冠狀動脈被膽固醇或血凝塊阻塞時，會形成斑塊而引致心臟供血不足。最初治療和預防措施一樣，包括生活方式調整以及三高（高血糖、高膽固醇或高血壓）的控制。進一步的藥物治療包括阿斯匹靈、乙型交感神經阻斷劑或硝酸甘油的醫療用途。在病況較嚴重的情形下，會考慮進行經皮冠狀動脈介入治療或是冠狀動脈繞道手術。對於穩定型心絞痛，經皮冠狀動脈介入治療或是冠狀動脈繞道手術，對於提升存活年限或降低未來心臟病發的效果仍不明確。
冠状动脉球囊粵語称「通波仔」，冠状动脉球囊成形术是以氣球（球囊）擴張冠狀動脈，使之暢通。若冠狀動脈血液被嚴重阻塞，可引致很嚴重的後果。血液不能供應到心臟會引致劇烈的心絞痛，然後心臟會衰竭，最嚴重的可導致死亡。當冠心病發作時，須立即口含醫師處方的「脷底丸」（粵語舌下丸之義），其可扩张血管，以增加冠状动脉血流量。冠心病發作可引致嚴重後果，應立即叫救護車求助。

### 健康的生活方式
- 卡德维尔·爱色斯坦（英语：Caldwell Esselstyn）与科林·坎贝尔证明，素食对改善冠心病和动脉硬化有很大效果。他们的同事也从许多研究中确认，素食使得许多患者的病情得以停止发展，甚至出现好转[32][33]。此类建议（增加素食，减少荤菜）已经在至少50年前就被提出了[34][35]。
- 控制体重
- 停止吸烟、酗酒
- 锻炼
- 适量的鱼油（尤其是海鱼，如金枪鱼、三文鱼）摄入，以补充ω-3脂肪酸[36]

### 药物治疗
- 硝酸甘油
- 阿司匹林[35]
- 双联抗血小板治疗[37]（dual antiplatelet therapy，DAPT）：是阿司匹林联合一种P2Y12受体拮抗剂的药物治疗。

### 手術治療
- 冠狀動脈成形術
- 冠狀動脈搭橋手術

## 流行病學
冠狀動脈疾病在西元2002年是全球第一大死因，也是人們住院的主要原因之一。2013年也是全球死因首位，死亡人數自1990年574萬人（12%）攀升至2013年814萬人（16.8%）。而隨著診斷及治療技術進步，經年齡校正後的冠狀動脈疾病死亡率自1980年至2010年則呈現下降趨勢，尤其在已開發國家更為顯著。同時經年齡校正後的冠狀動脈疾病病例數在1990至2010年間亦呈現下降趨勢。根據美國本土於2010年統計，冠狀動脈疾病盛行率於大於65歲族群為20%、45至64歲為7%、18至45歲為1.3%。針對同一年齡層相比，男性的發生率較女性高。